# جمهورية إفريقيا الجنوبية
كانت جمهورية أفريقيا الجنوبية (بالهولندية Zuid-Afrikaansche Republiek أو اختصارًا زد إي آر) والمعروفة أيضاً باسم جمهورية ترانسفال دولة مستقلة ومتعارف عليها عالمياً، منذ عام 1852 وحتى 1902. تقع هذه الجمهورية بما يعرف حالياَ بـ «جنوب أفريقيا». هزَمت الجمهورية الإمبراطورية البريطانية في «حرب البوير الأولى»، وحافظت على استقلالها حتى نهاية حرب البوير الثانية في 31 مايو عام 1902، عندما أجبرها البريطانيون على الاستسلام وأصبحت تسمى مستعمرة ترانسفال. قام تمرّد «مارتيز» لتحرير الجمهورية ولكنه لم ينجح في ذلك.
تضم هذه الأراضي جميع أو معظم مقاطعات خاوتنغ، وليمبوبو، ومبومالانجا، بالإضافة إلى المقاطعة الشمالية الغربية من جمهورية جنوب أفريقيا الحديثة.

## أصل التسمية
وفقاً للدستور فإن اسم البلاد هو «زود أفريكانش ريبابليك» التي تعني جمهورية جنوب أفريقيا باللغة الهولندية، يُشار إليها أيضًا باسم «ترانسفال»، وتقع في المنطقة الممتدّة فوق نهرل الفال. اعترض البريطانيون على اسم «زود أفريكانش ريبابليك» بعد حرب البوير الأولى، وأصروا على تسميتها «ترانسفال» في اتفاقية بريتوريا 31أغسطس 1881. وفي اتفاقية لندن 27 فبراير 1884 أعيد التفاوض بين الطرفين، وأذعنت بريطانيا موافقةً على إعادة الاسم السابق.
حظي اسم البلاد بأهمية سياسية كبيرة، فخلال الاحتلال البريطاني للمنطقة في حرب البوير الثانية وتحديداً في 1 سبتمبر 1900، أصدر البريطانيون إعلانًا خاصًا بتغيير اسم البلاد من «زود أفريكانش ريبابليك» إلى «ترانسفال».
وفي 31 مايو 1902، وُقعت معاهدة فيرينيجيينغ مع حكومة جمهورية جنوب أفريقيا، وحكومة دولة البرتقال الحرة، والحكومة البريطانية، وعلى أساسها انتهت الحرب، وأصبح اسم البلاد مستعمرة ترانسفال. بعد تأسيس اتحاد جنوب أفريقيا عام 1910 تحولت مستعمرة ترانسفال إلى مقاطعة ترانسفال. تغير اسم ترانسفال أخيراَ عام 1994 عندما قسمت حكومة جنوب أفريقيا المقاطعة إلى أربع مقاطعات، وأعادت تسمية المنطقة الأساسية فيها «خاوتنج».

## التاريخ

### التاريخ القديم
في العصر الحجري، منذ حوالي 2.2 إلى 3.3 مليون سنة عاش الإنسان القديم في هذه المنطقة الجغرافية، وُجدت أقدم عظام بشرية في كهوف ستيركفونتاين عام 1994.

### التأسيس
تأسّست جمهورية جنوب أفريقيا في  17 يناير 1852، عندما وقع البريطانيون اتفاقية نهر ساند مع حوالي 40000  شخص من البوير، معترفين باستقلالهم في المنطقة شمالي نهر فال.
أول رئيس للدولة كان كانمارتينوس ويسل بريتوريوس، الذي انتُخب عام 1857، قاد ابنه أندرييس بريتوريوس معركة النهر الدامي التي انتهت بانتصار شعب  البوير. أول عاصمة هي بوتشيفستروم، نُقلت فيما بعد إلى بريتوريا. بالنسبة للبرلمان كان يضم 24 عضوًا وأطلقوا عليه اسم«فولكس راد»، ما تعني مجلس الشعب.

### الاستقلال
نالت الدولة استقلالها الكامل في 27 فبراير 1884 عندما وُقعت معاهدة لندن، وبعد ذلك شاركت كدولة مستقلة بالعديد من الاتفاقيات مع دول أجنبية. في 3 نوفمبر 1884 وقعت البلاد اتفاقية مع مستعمرة كيب وبعدها اتفاقية مماثلة مع دولة البرتقال الحرة.

## الدستور والقوانين
كان دستور الدولة مثيرًا للاهتمام في وقته. احتوى على أحكام للتقسيم بين القيادة السياسية وحملة المناصب في الإدارة الحكومية. يتألف النظام القانوني من المحاكم العليا والدنيا، وقد تبنّى نظام المحلَّفين. تُنفَّذ القوانين من قبل شرطة جمهورية جنوب أفريقيا، التي قسمت إلى الفرسان (شرطي يقود حصان) وشرطة مشاة.
في 10 أبريل 1902، مُددت صلاحيات محكمة الصلح، لتوسيع نطاق الولاية القضائية الجنائية لتشمل جميع القضايا الجنائية التي لا يعاقب عليها بالإعدام أو الإبعاد. وأُنشئَت أيضًا حكومة بلدية ومحكمة ويتواترسراند المحلية ومحكمة ترانسفال العليا.

### الدين
في البداية، لم يوجد فصل بين الدولة والكنيسة في الدستور، وكان على مواطني جمهورية جنوب أفريقيا أن يكونوا أعضاء في الكنيسة البروتستانتية الهولندية في جنوب أفريقيا. في عام 1858، غُيّرَت هذه الشروط في الدستور، وسمح «فولكس راد» بالموافقة على الكنائس المسيحية الهولندية الأخرى. وكان الكتاب المقدس نفسه يستخدم في كثير من الأحيان لتفسير نية الوثائق القانونية.

### الجنسيّة
شُرّعَت جنسية جمهورية جنوب أفريقيا بموجب الدستور والقانون رقم  7 لعام 1882، وبصيغته المعدلة في 23 يونيو 1890. تُكتسب المواطنة من خلال الولادة في الجمهورية أو بالتجنس. كان سن الانتخاب 16 سنة. يمكن للأشخاص الذين لم يولدوا في الجمهورية أن يصبحوا مواطنين من خلال أداء القسم المحدد والحصول على دروس التجنّس. تضمن القسَم التخلي عن جميع الولاءات ونبذ وترك جميع السيادات الأجنبية وخاصة الجنسية السابقة.
كان على الأجانب أن يقيموا في الجمهورية لمدة عامين، وأن يكونوا جيدي السلوك، ومقبولين كعضو في الكنيسة الإصلاحية الهولندية. في 20 سبتمبر 1893، عُدّل الدستور بحيث تعيّن على ثلثي «الفولكس راد» الموافقة، ليحدث تغيير في قانون الجنسية. هذا الإعلان رقم 224، غيّر القانون رقم 7 فيما يتعلق بالتصويت.
يحق لجميع المواطنين الذين ولدوا في جمهورية جنوب أفريقيا، أو الذين حصلوا على حقّهم في الانتخاب قبل  23 يونيو 1890، التصويت لكل من «فولكس راد» الأول والثاني وفي جميع الانتخابات الأخرى. سيتمكن المواطنون الذين حصلوا على حقهم في الانتخاب من خلال التجنّس بعد  23 يونيو 1890 من التصويت في جميع الانتخابات، باستثناء تلك الخاصة بـ «فولكس راد» الأول. قُدّر مجموع سكان الجمهورية في عام  1890 بنحو 120000 شخص.

### العنصرية
عزّز الدستور العنصرية، لأنه تعامل مع الشعب الأوروبي بطريقة مختلفة عن السكان الأصليين. على الرغم من أن العبودية كانت غير قانونية في الدستور، تمتّع الأجانب السود بحقوق أقل من نظرائهم البيض. لم يستطع الأجانب السود والآسيويون أن يحصلوا على الجنسيّة، وأن يصبحوا مواطنين.

## اللغة
اللغة المكتوبة والمحكية من السكان مختلفة عن اللغة الهولندية، والتي عُرفَت محلياً باسم «Hooghollands».
أصدر الفولكس راد إعلان 207، وأجبر مدير التعليم على تطبيق قانون اللغة الذي يفرض الاستخدام الحصري للغة الهولندية. وفي 30 يوليو 1888 أُعلنت اللغة الهولندية لغة رسمية للبلاد بالتعليم والتجارة والمحكمة وغيرها. واعتُبرت جميع اللغات الأخرى «أجنبية».
بحسب هذه القوانين، كان استخدام أي لغة أخرى أمرًا غير قانوني، يُعرّض صاحبه لغرامة جنائية وغرامية قدرها 20 جنيهًا إسترلينيًا. أعلنت بريطانيا بالمثل أن اللغة الإنجليزية هي اللغة الوحيدة الرسمية في مستعمرة كيب. أدى اكتشاف الذهب عام 1885 إلى تدفق أعداد كبيرة من الأجانب، بحلول 1896 بقيت الهولندية لغة الحكومة والمواطنين، مع استخدام اللغة الإنجليزية في بعض المتاجر والأسواق والبيوت.

## الاقتصاد والنقل
أدى اكتشاف الذهب في عام 1886 إلى ازدهار اقتصاد الدولة الفقير، تأسست مدينة جوهانسبرغ كمدينة لاستخراج الذهب بنفس العام، وبغضون عشرة أعوام أصبحت أكبر مدينة في جنوب أفريقيا متجاوزةً كيب تاون.
سمح اكتشاف الذهب بإنشاء شبكة للسكك الحديدية الهولندية الجنوب أفريقية، تربط بين الشرق والغرب وخاصةً الخط الممتد من بريتوريا إلى لورينكو ماركيز في شرق أفريقيا البرتغالية. سمح بناء هذا الخط بالوصول إلى مرافق الميناء التي لا تسيطر عليها الإمبراطورية البريطانية، وهي سياسة رئيسية لبول كروغر لحماية البلاد على المدى الطويل.

## العلَم
تميز علم ترانسفال الوطني بثلاثة خطوط أفقية من الأحمر والأبيض والأزرق «بعكس ترتيب علم هولندا»، مع شريط أخضر عمودي عند الرافعة.